# 覺先聲劇團

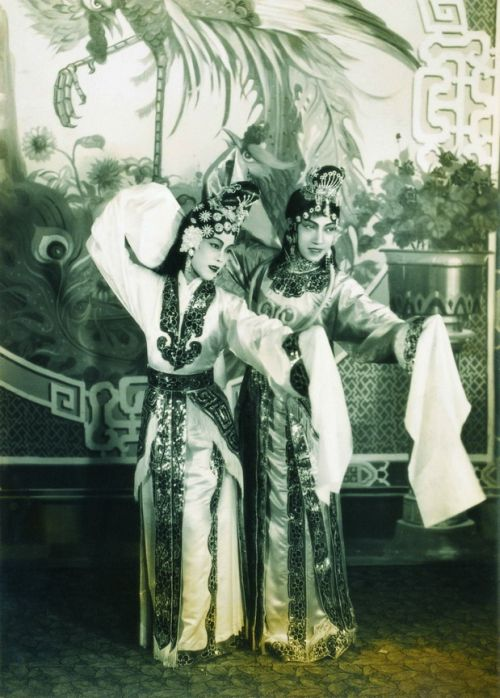
「覺先聲劇團」薛覺先與上海妹於1939年在普慶戲院演出《西施》舞台劇照

覺先聲劇團是粵劇名伶薛覺先在1929年，成立於廣州的著名戲班。在三、四十年代的省、港、澳紅極一時。
1929年7月，首次演出劇目“紅光光”。旗下走红名伶很多，包括新馬师曾、陈锦棠、麦炳荣、吕玉郎、罗品超、黄超武、陆飞鸿和林家声等。著名剧目包括《白金龙》、《璇宫艳史》、《刁蛮女》、《王昭君》、《姑缘嫂劫》、《胡不归》等。
1933年，香港政府應高陛戲院、利舞台戲院、普慶戲院的聯名呈請，徵求港紳同意, 批准粵劇男女演員同臺演出。。「覺先聲劇團」成為解禁後，香港第一個粵劇男女同班的劇團。。
香港政府於1933年10月25日，正式公布批准男女同臺演出，薛覺先領導的「覺先聲劇團」成為首個有女性參演的劇團，薛覺先的太太唐雪卿是首位與男性同台演出的女伶人，首演地點是高陞戲園。
大半個月後的1933年11月15日，馬師曾領導的「太平劇團」於太平戲院演出。到了1934年，粵劇男女班逐漸增多。
其後加入「覺先聲班劇團」的女旦有上海妹、譚玉蘭、蘇州麗和鄭孟霞等。
1936年8月，為了到新加坡演出粵劇，成立「覺先聲旅行劇團」。

## 外部連結
- 粵劇名伶：薛覺先